# Маняча (гора)
Маняча (серб. Мањача) — гора в Боснии и Герцеговине на территории Республике Сербской, в общинах Баня-Лука и Мрконич-Град. Её высота составляет 1 236 метров над уровнем моря. Гора является частью Динарского нагорья и характеризуется наличием множества пещер. Здесь же находится одна из глубочайших ям в Боснии и Герцеговине глубиной в 302 метра. К востоку от горы протекает река Врбас, а к северу — Сана. На территории горы находились казарма и учебный центр армии боснийских сербов.